# Умакао
Умакао (ісп. Humacao, МФА: [umaˈka.o]) — муніципалітет Пуерто-Рико, острівної території у складі США. Заснований 1722 року.

## Географія
Умакао розташований у східній частині острову Пуерто-Рико. 
Площа суходолу муніципалітету складає 117 км² (34-е місце за цим показником серед 78 муніципалітетів Пуерто-Рико).

## Демографія
Станом на 2010 рік на території муніципалітету мешкало 58 466 ос.
Динаміка чисельності населення:

## Релігія
- Центр Фахардо-Умакаоської діоцезії Католицької церкви.

## Населені пункти
Найбільші населені пункти муніципалітету Умакао:
| Населений пункт  | Статус | Населення :   | Населення :   | Населення :   |
| Населений пункт  | Статус | на 01.04.1990 | на 01.04.2000 | на 01.04.2010 |
| ---------------- | ------ | ------------- | ------------- | ------------- |
| Антон-Руїс       | Селище | 1 859         | 1 764         | 1 589         |
| Бахандас         | Селище | 1 550         | 1 418         | 1 309         |
| Буена-Віста      | Селище | н/д           | н/д           | 1 134         |
| Канделєро-Абахо  | Селище | н/д           | н/д           | 598           |
| Канделєро-Арріба | Селище | 1 491         | 1 346         | 1 215         |
| Умакао           | Місто  | 21 306        | 20 682        | 18 629        |
| Ла-Ферміна       | Селище | 2 525         | 3 177         | 2 743         |
| Пальмас-дель-Мар | Селище | н/д           | н/д           | 2 055         |
| Пунта-Сантьяго   | Селище | 6 112         | 5 803         | 4 964         |